# Svastrides bauni
Svastrides bauni är en biart som först beskrevs av Jörgensen 1912.  Svastrides bauni ingår i släktet Svastrides och familjen långtungebin. Inga underarter finns listade i Catalogue of Life.